# Cristina Pereyra
Pour les articles homonymes, voir Pereyra.
María Cristina Pereyra (née en 1964) est une mathématicienne vénézuélienne. Elle est professeure de mathématiques et de statistiques à l'université du Nouveau-Mexique et auteure de plusieurs ouvrages sur les ondelettes et l'analyse harmonique. 

## Formation et carrière
Pereyra faisait partie de l'équipe vénézuélienne pour les Olympiades internationales de mathématiques de 1981 et 1982. Elle a obtenu une licenciado (l'équivalent d'un baccalauréat universitaire en sciences) en mathématiques en 1986 de l'université centrale du Venezuela. 
Elle est allée à l'université Yale pour ses études supérieures, où elle obtient son mastère en 1989 puis complète son doctorat avec une thèse intitulée Sobolev Spaces On Lipschitz Curves: Paraproducts, Inverses And Some Related Operators, qui a été supervisée par Peter Jones,. Après avoir travaillé pendant trois ans en tant qu'instructrice à l'université de Princeton, elle a rejoint la faculté de l'université du Nouveau-Mexique en 1996. Elle est professeur assistant de 1996 à 2001, puis professeur associé de 2001 à 2008, et professeur depuis 2008.
Elle a effectué de nombreuses visites dans des universités étrangères : université Macquarie (1996), université d'Adélaïde, université de Canberra et université nationale australienne en Australie (2011) ; Instituto de Matematicas de l'université de Séville(2011) et Centre de Recerca Matematica de Barcelone en Espagne (1999 et 2003) ; université d'Édimbourg en Écosse (1997).

## Travaux
Ses domaines de recherche concernent principalement les ondelettes et l'analyse harmonique, en particulier l'analyse harmonique dyadique et l'algorithme de la transformée en ondelettes rapide (en) introduit par le mathématicien français Stéphane Mallat. 
Son ouvrage Harmonic Analysis: from Fourier to Wavelets, co-écrit avec Lesley Ward (en), est considéré comme une très bonne introduction à l'analyse harmonique et ses applications, pour des étudiants de licence et après. Pereyra and Ward présentent dans un style jugé « captivant » une quantité substantielle d'informations sur l'analyse de Fourier classique et sur des techniques et d'idées amenant à la recherche actuelle. Surtout l'ouvrage propose 24 projets choisis pour permettre aux étudiants selon leur niveau de les trouver approchables et stimulants en même temps.
Elle participe en 2016 au colloque international organisé en l'honneur de la mathématicienne argentine Cora Sadosky par l'Association for Women in Mathematics et dont elle édite les actes avec Stefania Marcantognini, Alexander M. Stokolos et Wilfredo Urbina.

## Publications
Cristina Pereyra est l'auteure ou l'éditrice de : 
- Lecture Notes on Dyadic Harmonic Analysis (Deuxième université d'été en analyse et physique mathématique, Cuernavaca, 2000; Mathématiques contemporaines 289, American Mathematical Society, 2001)[6].
- Wavelets, Their Friends, and What They Can Do For You (avec Martin Mohlenkamp, série de conférences EMS en mathématiques, Société mathématique européenne, 2008)[7].
- Harmonic Analysis: from Fourier to Wavelets (avec Lesley Ward (en), Student Mathematical Library 63, American Mathematical Society, 2012)[5].
- María Cristina Pereyra (dir.), Stefania Marcantognini (dir.), Alexander M. Stokolos (dir.) et Wilfredo Urbina (dir.), Harmonic Analysis, Partial Differential Equations, Complex Analysis, Banach Spaces, and Operator Theory (Volume 1) : Celebrating Cora Sadosky's life, vol. 4, Springer, coll. « Association for Women in Mathematics Series », 2016, 371 p. (ISBN 978-3-319-30961-3, lire en ligne), ix.